# FS ALe 801 und ALe 940
| FS ALe 801 und ALe 940 | FS ALe 801 und ALe 940 | FS ALe 801 und ALe 940 | FS ALe 801 und ALe 940 |
| ---------------------- | ---------------------- | ---------------------- | ---------------------- |
| FS ALe 801             |                        |                        |                        |
| Typ:                   | Triebwagen             | Mittelwagen            | Triebwagen             |
| Nummerierung:          | ALe 801.001–065        | Le 108.001–130         | ALe 940.001–065        |
| Anzahl:                | 65                     | 130                    | 65                     |
| Baujahr:               | 1975–1979              | 1975–1979              | 1975–1979              |
| Achsformel:            | Bo’Bo’                 | 2’2’                   | Bo’Bo’                 |
| Spurweite:             | 1435 mm (Normalspur)   | 1435 mm (Normalspur)   | 1435 mm (Normalspur)   |
| Länge über Puffer:     | 27.305 mm              | 26.410 mm              | 27.305 mm              |
| Höhe:                  | 3.820 mm               | 3.820 mm               | 3.820 mm               |
| Breite:                | 2.840 mm               | 2.840 mm               | 2.840 mm               |
| Dienstmasse:           | 70 t                   | 40 t                   | 70 t                   |
| Beschleunigung:        | 0,45 m/s²              | 0,45 m/s²              | 0,45 m/s²              |
| Höchstgeschwindigkeit: | 150 km/h               | 150 km/h               | 150 km/h               |
| Stundenleistung:       | 1.000 kW               | –                      | 1.000 kW               |
| Dauerleistung:         | 825 kW                 | –                      | 825 kW                 |
| Treibraddurchmesser:   | 1.040 mm               | –                      | 1.040 mm               |
| Laufraddurchmesser:    | –                      | 940 mm                 | –                      |
| Stromsystem:           | 3 kV Gleichstrom       | 3 kV Gleichstrom       | 3 kV Gleichstrom       |
| Stromübertragung:      | Oberleitung            | Oberleitung            | Oberleitung            |
| Sitzplätze:            | 80                     | 108                    | 94                     |
| Klassen:               | 2.                     | 2.                     | 2.                     |

Die Triebwagen der Baureihen ALe 801 und ALe 940 der italienischen Ferrovie dello Stato sind vierteilige Elektrotriebzüge, die in den 1970er Jahren für den Nahverkehr konzipiert wurden. Sie gelten als Weiterentwicklung der älteren ALe 803.

## Zugkomposition
Ein Zug besteht normalerweise aus vier Wagen:
1. Triebwagen der Reihe ALe 801
2. Mittelwagen der Reihe Le 108
3. Mittelwagen der Reihe Le 108
4. Triebwagen der Reihe ALe 940

Die ALe 801 und die ALe 940 sind konstruktiv identisch. Die ALe 801 haben 80 Sitzplätze mit einem Gepäckraum, die ALe 940 haben 94 Sitzplätze ohne Gepäckraum. Die Le 108 haben 108 Sitzplätze.

## Geschichte
Nach dem Bau der Triebzügen der Reihe ALe 803, bestellten die Ferrovie dello Stato eine neue Baureihe, die auf der gleichen Mechanik basierten und eine modernere elektrische Ausrüstung hatten.
September 1973 wurden die ersten 25 vierteiligen Züge bestellt, die 1975 bis 1977 geliefert wurden. Mai 1975 kam die Bestellung einem zweiten Posten von 40 Zügen, die mit Scharfenbergkupplung ausgestattet wurden und in Betrieb 1976 bis 1979 kamen.
Die ALe 801 und ALe 940 dienten für den Vorortverkehr in den größeren Bahnknoten von Genua, Mailand, Rom, Turin und Venedig. Bis 2016 waren sie noch im planmäßigen Einsatz.

## Lackierung
Ursprünglich wurden die ALe 801 und ALe 940 in Orange und Colorado-Gelb (Giallo Colorado) lackiert. Ende der 1990er Jahre erhielten sie die für die FS übliche XMPR-Lackierung.